# Marianne Friederike Cäcilie Zaengl
Marianne Friederike Cäcilie Zaengl, geborene Marianne Friederike Cäcilie Hollmann, (* 3. Juli 1816 in Hamburg; † 7. Juni 1841 in Prag) war eine deutsche Opernsängerin (Sopran) und Theaterschauspielerin.

## Leben
Zaengl erhielt ihren ersten Unterricht durch ihren Vater Wilhelm Hollmann, der auch ihre musikalischen Fähigkeiten weckte. Ihre musikalische Bildung kam ihr auch später wesentlich zu statten. 1833 betrat sie die Hamburger Bühne, wo sie im Chor und in kleinen Rollen Verwendung fand.
Ihre Ehe mit Josef Zaengl hatte einen günstigsten Einfluss auf ihre Karriere. Er veranlasste ihre Entfernung aus dem Chor und betrieb ihr Auftreten in einer ersten Partie. Sie debütierte als „Papagena“ in der Zauberflöte und rechtfertigte die Hoffnung, die ihr Gatte in sie setzte. Trotzdem blieb ihr Wirkungskreis immer beschränkt und so verließ sie am 1. Juni 1838 ihre Vaterstadt. Nach einem längeren Gastspiel in Regensburg, wo sie als „Polyxena“ in Kunst und Natur, als „Louis“ im Pariser Taugenichts, „Emmeline“ in Schweizer Familie und „Kunigunde“ in Hans Sachs erfolgreich war und jede dieser Rollen mehrmals sang, nahm sie im Oktober 1838 mit ihrem Gatten ein Engagement in Prag an.
Ihre anmutige, reizende Erscheinung nahm alle für sie ein und so wurde die Künstlerin als „Polyxena“ in Kunst und Natur am 5. November 1838 mit großem Beifall begrüßt. Rasch gewann sie durch ihr frisches, humorvolles Spiel in naiven und munteren Rollen die Gunst des Prager Publikums.
Am 27. Mai 1841 erkrankte sie jedoch an einer Unterleibsentzündung, der sie am 7. Juni zum Opfer fiel.
Man sah in ihrem Tod eine Katastrophe für die Prager Bühne, vor der man sich lange nicht erholte. Eine ihr ebenbürtige Nachfolgerin für das jugendlich-heitere Fach suchten die Prager lange Zeit vergebens.